# Операция объединённых сил

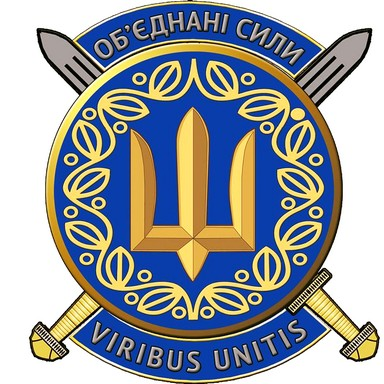
Эмблема Объединённых сил, май 2018 года

Операция объединённых сил (ООС, укр. Операція об'єднаних сил) — комплекс военных и специальных организационно-правовых мероприятий украинских силовых структур, направленных на противодействие деятельности российских и пророссийских вооружённых формирований (ДНР, ЛНР) в ходе войны в Донбассе.  Деятельность ООС началась 30 апреля 2018 года в 14:00.
Проведение операции предусматривалось исполнением закона Украины «Об особенностях государственной политики по обеспечению государственного суверенитета Украины на временно оккупированных территориях в Донецкой и Луганской областях». Операция объединённых сил фактически являлась переформатированием Антитеррористической операции (АТО) с введением военного или чрезвычайного положения, передачей управления от СБУ, которая формально руководила АТО, в Объединённый оперативный штаб ВСУ.

## Отличия от режима АТО
Основными отличиями операции объединённых сил от режима АТО являются:
- Полномочия по управлению военными и правоохранительными подразделениями на Донбассе перешли от СБУ к Генеральному штабу, возглавляющему Вооружённые силы Украины.
- Вводится должность Командующего объединёнными силами для управления всеми военными и правоохранительными подразделениями, привлечёнными для проведения мероприятий по обеспечению национальной обороны и отпору вооружённой агрессии России в Донецкой и Луганской областях. Командующий объединёнными силами назначается президентом по представлению начальника Генштаба. Его полномочия также должны быть определены отдельно соответствующим решением президента. В его подчинении находится Объединённый оперативный штаб Вооружённых Сил. В штаб вошли все роды Вооружённых сил и правоохранители, которые будут находиться на территории проведения мероприятий по нацбезопасности к выводу оккупационных войск.
- Все решения в зоне проведения ООС на Донбассе принимает Командующий объединёнными силами.
- Появились понятия «районы боевых действий» и «зоны безопасности». «Зоны безопасности» расположены на контролируемых правительством территориях рядом с линией разграничения. Пределы «зон безопасности» определяет начальник Генерального штаба по представлению Командующего объединёнными силами.
- На территории проведения ООС действует особый порядок, наделяющий военнослужащих расширенными правами.[4]

## История
18 января 2018 года Верховная рада Украины по представлению президента Украины Петра Порошенко приняла закон «Об особенностях государственной политики по обеспечению государственного суверенитета Украины на временно оккупированных территориях в Донецкой и Луганской областях». Президент подписал закон 20 февраля. В законе особое внимание уделяется введению военного положения. В случае введения военного состояния координацию и контроль на оккупированной территории Донецкой и Луганской областей осуществляет Объединённый оперативный штаб ВСУ под руководством Генштаба. 16 марта первым командующим объединённых сил на Донбассе был назначен генерал-лейтенант Сергей Наев.
30 апреля 2018 года президент Украины и верховный главнокомандующий Пётр Порошенко подписал указ «Об утверждении решения СНБО „О широкомасштабной антитеррористической операции на территории Донецкой и Луганской областей“», которым вводится в действие решение Совета национальной безопасности и обороны. Глава государства также подписал приказ верховного главнокомандующего ВСУ «О начале операции объединённых сил по обеспечению национальной безопасности и обороны, отпору и сдерживанию вооружённой агрессии Российской Федерации на территории Донецкой и Луганской областей». Согласно приказу, с 14:00 30 апреля 2018 года начата операция объединённых сил в соответствии с планом операции объединённых сил. Кроме того, президент подписал приказ верховного главнокомандующего «Об утверждении положения об Объединённом оперативном штабе ВСУ».
6 мая 2019 года президент Украины Пётр Порошенко назначил командующим Операцией объединённых сил генерал-лейтенанта Александра Сырского. 5 августа 2019 года президент Украины Владимир Зеленский назначил командующим Операцией объединённых сил генерал-лейтенанта Владимира Кравченко. 28 июля 2021 года президент Украины Владимир Зеленский назначил командующим объединёнными силами генерал-лейтенанта Александра Павлюка.
После начала вторжения России на Украину в украинских публикациях продолжало использоваться такое понятие как «зона ООС».

## Командование
Командующие
- Наев Сергей Иванович, генерал-лейтенант (16 март 2018 — 6 мая 2019)
- Сырский Александр Станиславович, генерал-лейтенант (6 мая 2019 — 5 августа 2019)
- Кравченко Владимир Анатольевич, генерал-лейтенант (5 августа 2019 — 28 июля 2021)
- Павлюк Александр Алексеевич, генерал-лейтенант (28 июля 2021 — 15 марта 2022)
- Москалёв Эдуард Михайлович, генерал-майор (15 марта 2022 — 26 февраля 2023)

Начальники штаба
- Залужный Валерий Федорович, генерал-майор (2018)[13]
- Ковальчук Андрей Трофимович, генерал-майор (2019)[14]
- Танцюра, Игорь Иванович, генерал-майор (2019)[15]
- Кидонь, Владимир Иванович, генерал-майор (с 2020)